# Graphe (type abstrait)

Un graphe orienté, dont les arcs et certains sommets sont « valués » par des couleurs.

En informatique, et plus particulièrement en génie logiciel, le type abstrait graphe est 
la spécification formelle des données qui définissent l'objet mathématique graphe et de l'ensemble des opérations qu'on peut effectuer sur elles. On qualifie d'« abstrait » ce type de données car il correspond à un cahier des charges qu'une structure de données concrète doit ensuite implémenter.

## Description
La structure de données abstraite de graphes consiste en un ensemble fini, éventuellement mutable de  sommets ou nœuds ou points, avec un ensemble de paires ordonnées ou non de tels éléments Ces paires sont des arêtes, arcs non orientés, ou lignes pour un graphe non orienté, et  flèches, arêtes orientées , arcs, ou lignes orientées dans le cas orienté. Les sommets peuvent faire partie de la structure, ou être des entités extérieures, représentées par des entiers ou des références.
Une structure de graphe peut aussi associer, à chaque arête, une « valeur », telle qu'une étiquette ou une valeur numérique (un coût, une capacité, une longueur, etc.). Plus généralement, un graphe peut aussi être donnée par deux ensembles d'objets, un de sommets et un ensemble d'arêtes, muni de deux applications qui, à chaque arête, associent son sommet de départ et son sommet d'arrivée. Cette vision permet d'associer des valeurs à chaque objet (sommet ou arête).
On note un tel graphe {\displaystyle G=(S,A)}, avec {\displaystyle S} l'ensemble des sommets et {\displaystyle A} l'ensemble des arcs ou arêtes.

## Opérations
Les opérations de base fournies par une structure de données de graphe {\displaystyle G} incluent usuellement,  :
- sont_adjacents({\displaystyle G}, x, y): teste s'il y a une arête de x à y;
- voisins({\displaystyle G}, x): liste les sommets qui sont adjacents à x;
- ajouter_sommet({\displaystyle G}, x): ajoute le sommet x s'il n'y figure pas déjà;
- supprimer_sommet({\displaystyle G}, x): supprime le sommet x s'il existe;
- ajouter_arête({\displaystyle G}, x, y): ajoute l'arête de x à y s'il n'y figure pas déjà;
- supprimer_arête({\displaystyle G}, x, y): supprime l’arête de x à y  si elle existe;
- retourner_valeur_sommet({\displaystyle G}, x): retourne la valeur associée à x;
- fixer_valeur_sommet({\displaystyle G}, x, v): fixe la valeur de x à v.

Les structures qui associent des valeurs aux arêtes disposent en général des opérations suivantes :
- retourner_valeur_arête({\displaystyle G}, x, y): retourne la valeur de l'arête (x, y);
- fixer_valeur_arête({\displaystyle G}, x, y, v): fixe à v la valeur de l’arête (x, y).

## Représentations
Diverses structures de données sont utilisées en pratique pour la représentation de graphes :
Liste d'adjacence,
Les sommets sont représentés comme des objets ou enregistrements, et à chaque sommet est associée une liste de sommets adjacents. Cette structure permet de conserver des données additionnelles pour les sommets. Les informations additionnelles concernant les arêtes peuvent être stockés dans les objets si les arêtes sont représentées par des objets. Dans ce cas, chaque sommet peut contenir les arêtes adjacentes et chaque arête ses sommets incidents.
Matrice d'adjacence,
C'est une matrice carrée de taille {\displaystyle |S|\times |S|}, où les lignes représentent les sommets de départ et les colonnes les sommets d'arrivée. Une entrée peut désigner la présence d'un arc, ou peut porter une valeur d'arc. Dans le cas des graphes non orientés, la matrice est symétrique.
Matrice d'incidence
C'est une matrice de taille {\displaystyle |S|\times |A|}, où les lignes représentent les sommets et les colonnes les arêtes. Une entrée {\displaystyle b_{x,a}} indique si l'arête {\displaystyle a} est incidente au sommet {\displaystyle x}. Plus précisément : {\displaystyle b_{x,a}={\begin{cases}-1,&{\text{si }}a{\text{ sort de }}x\\1,&{\text{si }}a{\text{ entre dans }}x\\0&{\text{sinon}}.\end{cases}}} Il n'y a que deux valeurs non nulles par colonne (et une seule dans le cas d'une boucle).
La table suivante donne la complexité en temps[Laquelle ?] des diverses opérations sur les graphes selon les représentations. Ici {\displaystyle |S|} est le nombre de sommets et {\displaystyle |A|} le nombre d'arêtes. 
|                                          | Liste d'ajacence                                                        | Matrice d'adjacence                                                                        | Matrice d'incidence                                                                                    |
| ---------------------------------------- | ----------------------------------------------------------------------- | ------------------------------------------------------------------------------------------ | --- |
| Créer le graphe                          | {\displaystyle O(\|S\|+\|A\|)}                                          | {\displaystyle O(\|S\|^{2})}                                                               | {\displaystyle O(\|S\|\times \|A\|)}                                                                   |
| Ajouter un sommet                        | {\displaystyle O(1)}                                                    | {\displaystyle O(\|S\|^{2})}                                                               | {\displaystyle O(\|S\|\times \|A\|)}                                                                   |
| Ajouter une arête                        | {\displaystyle O(1)}                                                    | {\displaystyle O(1)}                                                                       | {\displaystyle O(\|S\|\times \|A\|)}                                                                   |
| Supprimer un sommet                      | {\displaystyle O(\|A\|)}                                                | {\displaystyle O(\|S\|^{2})}                                                               | {\displaystyle O(\|S\|\times \|A\|)}                                                                   |
| Supprimer une arête                      | {\displaystyle O(\|S\|)}                                                | {\displaystyle O(1)}                                                                       | {\displaystyle O(\|S\|\times \|A\|)}                                                                   |
| Test d'adjacence entre deux sommets      | {\displaystyle O(\|S\|)}                                                | {\displaystyle O(1)}                                                                       | {\displaystyle O(\|A\|)}                                                                               |
| Obtenir la liste des voisins d'un sommet | {\displaystyle O(1)}                                                    | {\displaystyle O(\|S\|)}                                                                   | |
| Occupation mémoire                       | {\displaystyle 1+S+3\times A}                                           | {\displaystyle 1+S+S^{2}}                                                                  | |
| Remarques                                | Lent dans la suppression parce qu'il faut trouver les sommets ou arêtes | Lent dans l'adjonction ou suppression de sommets parce que la matrice doit être reformatée | Lent dans l'adjonction ou suppression de sommets ou d'arêtes parce que la matrice doit être reformatée |

Les listes d'adjacence sont en général préférables pour des graphes peu denses. Une matrice d'adjacence est au contraire préférable quand le graphe est dense, c'est-à-dire quand le nombre d'arêtes {\displaystyle |A|} est proche du carré du nombre de sommets {\displaystyle |S|^{2}}, mais aussi lorsque l'on veut savoir tester rapidement l'existence d'une arête entre deux sommets,,.

## Articles liés
- Parcours de graphe
- Base de données orientée graphe
- Réécriture (informatique)
- réécriture de graphes (en)